# 世界エスペラント大会
世界エスペラント大会（せかいエスペラントたいかい、Universala Kongreso de Esperanto, UK）とは、世界エスペラント協会（UEA）の年鑑によれば、UEAの主催のもとエスペランティストの行う国際的デモンストレーションである。UKは、文化的祭典、全世界的討論の場、観光の祭典、およびUEAの諸機関の実務会合を兼ねる。
UEAは毎年異なる国で大会を開くことにより、エスペラント運動の地理的分布および組織的活動の能力を尊重しようとしている。
開催地を決定するのはUEA理事会である。UEA事務総長は大会に関連する文書に署名し、大きな役割を果たすが、ロッテルダム所在のUEA事務員である大会常任書記（Konstanta Kongresa Sekretario）がUKの日常業務を遂行する。開催地では、地元大会組織委員会（Loka Kongresa Komitato）が活動する。
大会全体のプログラムは年によって異なるものの、次のような主な行事が開かれることがUKの伝統的特徴である。
- 大会テーマに沿って討論、講演、および、より多くの啓発的プログラムが行われる。とりわけ国際大会大学（Internacia Kongresa Universitato）のセッション、上演、語学講座は大会ホスト国とその文化に関する知識を提供する。この点については開催地付近および遠方の観光地への遠足も手助けとなる。

- とても豊かな文化プログラム。豊富な娯楽・芸術的公演により、エスペラント界における文化生活の水準が示される。民族的夕べおよび国際的夕べ、クラシックおよび近代的音楽のコンサート、演劇・舞踏会が含まれる。この分野にはほかに芸術コンクール、「書籍の日」、「学校の日」、「平和の日」、書籍販売コーナーが含まれるのを通例とする。

- 参加者は、エスペラントのさらなる普及の可能性およびその科学・経済学・文化・政治の分野での有用性について討論する。UEAの諸機関、UEA専門団体、およびその他のエスペラント団体の会議が開かれるほか、執行機関の選挙も行われる。

世界大会は、エスペラント運動の博覧会となることを目的とするとともに、エスペランティストでない人の間でのエスペラントの認知度を可能な限り向上させることをも目的とする。
参加者などからの寄付を受け付ける特別の基金が設置される。夏までにUEAの中央事務所に届いた寄付は、大会冊子に記載される。2001年には、盲人基金（盲人エスペラント運動を支援するため）、親基金（国際少年少女大会を補助するため）、第三世界基金（第三世界のエスペランティストの参加を補助するため）、一般基金（UKの開催全般を支えるため）が設置された。

## 歴史
大会に先立って1904年にドーバーとカレーで会合が設けられ、翌1905年にアルフレ・ミショーが主催してフランスのブローニュ＝シュル＝メールで第1回世界エスペラント大会が開催された。
初期のころは、大会ごとに次の大会の開催について決める方式をとっていた。ヘルシンキ方式が採用されていた1922年ごろから1932年ごろまでは国際中央委員会が大会を開催し、1933年からはUEAが開催している。1936年から1947年までの世界エスペラント協会お家騒動の期間は国際エスペラント連盟（IEL）が開催していた。50周年を迎える1955年には第40回大会がイタリアのボローニャで開かれ、第1回大会が開催されたブローニュ＝シュル＝メールと姉妹都市となった。ブローニュ＝シュル＝メールでは2005年3月にも、第1回大会を記念する大会が開かれている。参加者数最大を記録したのはエスペラントの発表100周年を記念して1987年ワルシャワで開かれた第72回大会であり、正式参加登録者数は5,986名にのぼった。
日本では現在までに2回開催されている。日本最初の大会は1965年に東京で開催された第50回大会である。日本で2回目の大会は2007年の8月4日から8月11日に開催された第92回大会で、横浜市で開催された。開会式はみなとみらい21のパシフィコ横浜で行われた。横浜での大会は日本エスペラント学会が日本でのエスペラント運動百周年(2006年)の記念事業として招致したものである。

## 過去および開催予定の大会のリスト
| 回             | 年   | 都市                       | 国 | 参加者数             |
| -------------- | ---- | -------------------------- | --- | -------------------- |
| 109            | 2024 | アルーシャ                 | タンザニア | 845                  |
| 108            | 2023 | トリノ                     | イタリア |                      |
| 107            | 2022 | モントリオール             | カナダ |                      |
| 106            | 2021 | インターネット             | 当初はベルファストで開催される予定だったが、新型コロナウイルス感染症の世界的流行によりインターネット上での開催に変更。   |                      |
| 105            | 2020 | インターネット             | 当初はモントリオールで開催される予定だったが、新型コロナウイルス感染症の世界的流行によりインターネット上での開催に変更。 | 1860                 |
| 104            | 2019 | ラハティ                   | フィンランド | 917                  |
| 103            | 2018 | リスボン                   | ポルトガル | 1567                 |
| 102            | 2017 | ソウル特別市               | 韓国 | 1173                 |
| 101            | 2016 | ニトラ                     | スロバキア | 1252                 |
| 100            | 2015 | リール                     | フランス | 2698                 |
| 99             | 2014 | ブエノスアイレス           | アルゼンチン | 706                  |
| 98             | 2013 | レイキャヴィーク           | アイスランド | 1034                 |
| 97             | 2012 | ハノイ                     | ベトナム | 866                  |
| 96             | 2011 | コペンハーゲン             | デンマーク | 1458                 |
| 95             | 2010 | ハバナ                     | キューバ | 1002                 |
| 94             | 2009 | ビャウィストク             | ポーランド | 1860                 |
| 93             | 2008 | ロッテルダム               | オランダ | 1845                 |
| 92             | 2007 | 横浜市                     | 日本 | 1901                 |
| 91             | 2006 | フィレンツェ               | イタリア | 2209                 |
| 90             | 2005 | ヴィリニュス               | リトアニア | 2235                 |
| 89             | 2004 | 北京市                     | 中国 | 2031                 |
| 88             | 2003 | ヨーテボリ                 | スウェーデン | 1791                 |
| 87             | 2002 | フォルタレザ               | ブラジル | 1484                 |
| 86             | 2001 | ザグレブ                   | クロアチア | 1691                 |
| 85             | 2000 | テルアビブ                 | イスラエル | 1212                 |
| 84             | 1999 | ベルリン                   | ドイツ | 2712                 |
| 83             | 1998 | モンペリエ                 | フランス | 3133                 |
| 82             | 1997 | アデレード                 | オーストラリア | 1224                 |
| 81             | 1996 | プラハ                     | チェコ | 2972                 |
| 80             | 1995 | タンペレ                   | フィンランド | 2443                 |
| 79             | 1994 | ソウル特別市               | 韓国 | 1776                 |
| 78             | 1993 | バレンシア                 | スペイン | 1863                 |
| 77             | 1992 | ウィーン                   | オーストリア | 3033                 |
| 76             | 1991 | ベルゲン                   | ノルウェー | 2400                 |
| 75             | 1990 | ハバナ                     | キューバ | 1617                 |
| 74             | 1989 | ブライトン                 | イギリス | 2280                 |
| 73             | 1988 | ロッテルダム               | オランダ | 2321                 |
| 72             | 1987 | ワルシャワ                 | ポーランド | 5946                 |
| 71             | 1986 | 北京市                     | 中国 | 2482                 |
| 70             | 1985 | アウクスブルク             | ドイツ | 2311                 |
| 69             | 1984 | バンクーバー               | カナダ | 802                  |
| 68             | 1983 | ブダペスト                 | ハンガリー | 4834                 |
| 67             | 1982 | アントウェルペン           | ベルギー | 1899                 |
| 66             | 1981 | ブラジリア                 | ブラジル | 1749                 |
| 65             | 1980 | ストックホルム             | スウェーデン | 1807                 |
| 64             | 1979 | ルツェルン                 | スイス | 1630                 |
| 63             | 1978 | ヴァルナ                   | ブルガリア | 4414                 |
| 62             | 1977 | レイキャヴィーク           | アイスランド | 1199                 |
| 61             | 1976 | アテネ                     | ギリシャ | 1266                 |
| 60             | 1975 | コペンハーゲン             | デンマーク | 1227                 |
| 59             | 1974 | ハンブルク                 | ドイツ | 1651                 |
| 58             | 1973 | ベオグラード               | ユーゴスラビア | 1638                 |
| 57             | 1972 | ポートランド               | アメリカ合衆国 | 923                  |
| 56             | 1971 | ロンドン                   | イギリス | 2071                 |
| 55             | 1970 | ウィーン                   | オーストリア | 1987                 |
| 54             | 1969 | ヘルシンキ                 | フィンランド | 1857                 |
| 53             | 1968 | マドリード                 | スペイン | 1769                 |
| 52             | 1967 | ロッテルダム               | オランダ | 1265                 |
| 51             | 1966 | ブダペスト                 | ハンガリー | 3975                 |
| 50             | 1965 | 東京都                     | 日本 | 1710                 |
| 49             | 1964 | デン・ハーグ               | オランダ | 2512                 |
| 48             | 1963 | ソフィア                   | ブルガリア | 3472                 |
| 47             | 1962 | コペンハーゲン             | デンマーク | 1550                 |
| 46             | 1961 | ハロゲイト                 | イギリス | 1646                 |
| 45             | 1960 | ブリュッセル               | ベルギー | 1930                 |
| 44             | 1959 | ワルシャワ                 | ポーランド | 3256                 |
| 43             | 1958 | マインツ                   | ドイツ | 2021                 |
| 42             | 1957 | マルセイユ                 | フランス | 1468                 |
| 41             | 1956 | コペンハーゲン             | デンマーク | 2200                 |
| 40             | 1955 | ボローニャ                 | イタリア | 1687                 |
| 39             | 1954 | ハールレム                 | オランダ | 2353                 |
| 38             | 1953 | ザグレブ                   | ユーゴスラビア | 1760                 |
| 37             | 1952 | オスロ                     | ノルウェー | 1614                 |
| 36             | 1951 | ミュンヘン                 | ドイツ | 2040                 |
| 35             | 1950 | パリ                       | フランス | 2325                 |
| 34             | 1949 | ボーンマス                 | イギリス | 1534                 |
| 33             | 1948 | マルメ                     | スウェーデン | 1761                 |
| 32             | 1947 | ベルン                     | スイス | 1370                 |
| 第二次世界大戦 |      |                            | |                      |
| 31             | 1939 | ベルン                     | スイス | 765                  |
| 30             | 1938 | ロンドン                   | イギリス | 1602                 |
| 29             | 1937 | ワルシャワ                 | ポーランド | 1120                 |
| 28             | 1936 | ウィーン                   | オーストリア | 854                  |
| 27             | 1935 | ローマ                     | イタリア | 1442                 |
| 26             | 1934 | ストックホルム             | スウェーデン | 2042                 |
| 25             | 1933 | ケルン                     | ドイツ | 950                  |
| 24             | 1932 | パリ                       | フランス | 1650                 |
| 23             | 1931 | クラクフ                   | ポーランド | 900                  |
| 22             | 1930 | オックスフォード           | イギリス | 1211                 |
| 21             | 1929 | ブダペスト                 | ハンガリー | 1200                 |
| 20             | 1928 | アントウェルペン           | ベルギー | 1494                 |
| 19             | 1927 | ダンツィヒ                 | 自由都市ダンツィヒ | 905                  |
| 18             | 1926 | エディンバラ               | イギリス | 960                  |
| 17             | 1925 | ジュネーヴ                 | スイス | 953                  |
| 16             | 1924 | ウィーン                   | オーストリア | 3400                 |
| 15             | 1923 | ニュルンベルク             | ドイツ | 4963                 |
| 14             | 1922 | ヘルシンキ                 | フィンランド | 850                  |
| 13             | 1921 | プラハ                     | チェコスロバキア | 2561                 |
| 12             | 1920 | デン・ハーグ               | オランダ | 408                  |
| 第一次世界大戦 |      |                            | |                      |
| 11             | 1915 | サンフランシスコ           | アメリカ合衆国 | 163                  |
| 10             | 1914 | パリ                       | フランス | 第一次世界大戦で中止 |
| 9              | 1913 | ベルン                     | スイス | 1203                 |
| 8              | 1912 | クラクフ                   | ポーランド | 1000                 |
| 7              | 1911 | アントウェルペン           | ベルギー | 1800                 |
| 6              | 1910 | ワシントンD.C.             | アメリカ合衆国 | 357                  |
| 5              | 1909 | バルセロナ                 | スペイン | 1287                 |
| 4              | 1908 | ドレスデン                 | ドイツ | 1500                 |
| 3              | 1907 | ケンブリッジ               | イギリス | 1317                 |
| 2              | 1906 | ジュネーヴ                 | スイス | 1200                 |
| 1              | 1905 | ブローニュ＝シュル＝メール | フランス | 688                  |